# Carl Adam Stackelberg
Carl Adam Stackelberg, född 8 maj 1668 på Thomel, död 1749 på samma ort, var en svensk militär, friherre och generallöjtnant i Karl XII:s armé. Stackelberg deltog i ett flertal fälttåg under stora nordiska kriget och var bland annat närvarande i Fredrikshald då kungen blev skjuten.

## Biografi
Stackelberg föddes den 8 maj 1668 på ön Ösel, som då tillhörde svenska Estland. Som ung studerade han på universitet och var för en tid anställd vid riksarkivet, men valde senare att söka karriär inom armén. 1686 tog han därför värvning som volontär vid livgardet, och blev följande år fänrik vid Österbottens infanteriregemente. Vid krigsutbrottet år 1700 satte Stackelberg på egen bekostnad upp en värvad infanteribataljon, som han själv ledde med överstelöjtnants grad. Med sin bataljon deltog han sedan på den baltiska krigsskådeplatsen i slagen vid Errastfer och Hummelshof.  År 1703 utnämndes han till överste för ett livländskt infanteriregemente och utsågs 1709 till kommendant för fästningen Dünaburg. Följande år befordrades han även till generalmajor av infanteriet.
Under kriget i Tyskland besegrade han vid Zehna en rysk styrka på 700 man och erövrade deras pukor och trumpeter. I augusti 1712 tjänstgjorde Stackelberg som kommendant för fästningen Stade, men tvingades snart till kapitulation av en överlägsen dansk armé, och hamnade för en tid i krigsfångenskap. Efter att blivit utväxlad deltog han i Magnus Stenbocks fälttåg i Nordtyskland åren 1712–1713, men blev åter tillfångatagen vid fästningen Tönnings kapitulation. Efter att ha blivit utväxlad för andra gången anslöt han sig till garnisonen i det belägrade Stralsund. Vid stadens fall i december 1715 blev han ännu en gång tillfångatagen, denna gång av preussarna, och skickades till Zitadelle Spandau i Berlin. Redan följande kunde han dock återvända till Sverige och upphöjdes till friherrlig värdighet av kungen.
Efter hemkomsten utnämndes han till överste för Smålands tremänningsinfanteriregemente och deltog 1718 i Karl XII:s fälttåg mot Norge, då han bland annat var närvarande vid Fredikstens fästning när kungen blev skjuten. Året efter blev han även guvernör över hemön Ösel.
År 1723 fick han avsked från tjänsten och drog sig med generals rang tillbaka till sitt gods på Ösel, där han sedan avled år 1749.

## Äktenskap
Stackelberg var gift fyra gånger. Hans första hustru var friherrinnan Sofia Elisabet von Liewen, dotter till generalmajoren Reinhold Liwe. De gifte sig år 1692, men äktenskapet blev mycket kort då hustrun avled i samband med födseln av parets enda barn, sonen Reinhold Mattias. Följande år gifte han om sig med Hedvig Ingeborg Clodt von Jürgensburg. Med henne fick Stackelberg fem barn: sönerna Carl Vilhelm, Gustaf Adolf och Adam Fredrik samt döttrarna Ingeborg Hedvig och Augusta Elisabet.
Hedvig Ingeborg avled dock efter sexton års äktenskap, varför Stackelberg gifte om sig ännu en gång. Hans tredje hustru var Ulrika Eleonora von Albedyl, som födde honom döttrarna Ulrika Eleonora och Anna Barbara, samt sonen Otto Peter. Efter den tredje fruns död gifte han år 1722 om sig för sista gången med grevinnan Juliana Christina Bonde af Björnö. Deras enda barn, sonen Alexander Julius, avled dock i späd ålder.

## Befordringar
Carl Adam Stackelberg inledde sin militära karriär som Fänrik den 28 juni 1687. Han befordrades till Löjtnant år 1690 och avancerade till Ryttmästare den 23 september 1691. Den 28 juni 1700 blev han utnämnd till Överstelöjtnant, och den 10 februari 1703 nådde han graden Överste. Stackelberg befordrades till Generalmajor den 18 juli 1710, och därefter till Generallöjtnant den 9 november 1715. Slutligen uppnådde han graden General den 21 april 1721.

### Webbkällor
- Stackelberg_nr 127 - Adelsvapen.com